# Mord ist ihr Hobby: Ein Imperium erzittert
Ein Imperium erzittert (Originaltitel: Murder On Madison Avenue) ist eine Episode der Kriminalfilm-Reihe Mord ist ihr Hobby aus dem Jahr 1992.

## Handlung
Jessica Fletcher ist in Manhattan in einem Hochhaus in der Madison Avenue beschäftigt. Dort hat die Spielzeugfirma Marathon von Edgar Greenstreet ihren Sitz. Jessica soll für ihn ein Spiel entwerfen, in dem, vergleichbar mit Cluedo, anhand von gesammelten Hinweisen herausgefunden werden kann, wer einen Mord begangen hatte. Anlässlich des 25. Jubiläums der Firma wird sie dort eingeladen. Nachdem ihr jemand, am Vorabend, heimlich einen Zettel in die Handtasche gesteckt hatte, findet sie heraus, dass sich Greenstreet üblicherweise in einer streng abgeschirmten Abteilung im 2. Untergeschoss mit seinen Spielen beschäftigt. Da dort der Zugangscode mit drauf steht, sucht sie ihn auf. Sie findet auch mehrere größere elektronische Spielzeuge, darunter einen Cowboy, der in Luft schießt. Beide führen eine angeregte Unterhaltung. Schließlich gibt er ihr den Ratschlag, mit Brian Singer zu reden.
Die Chefmanagerin von Marathon ist Meredith Delaney, die keine Gnade kennt, um ihre Ziele zu erreichen. Um die Werbung konkurrieren die Firmen von Boris Steloff auf der einen sowie Miles Packard, Brian Singer und Amanda North auf der anderen Seite. Delaney beabsichtigt, sich von ihrem Ehemann Devery McFarlane, der ebenfalls auf der Managementebene bei Marathon beschäftigt ist, scheiden zu lassen und ihn rauszuwerfen. Von den meisten Vorgängen, die hier ablaufen, bekommt Jessica nichts mit. Zu den Ausnahmen gehört, dass der Reporter Stromberg, der eine ihr unangenehme Frage gestellt hatte, künftig keinen Zugang bekommen solle.
Unter den Leuten, mit denen sich Jessica kurz unterhalten kann, sind Frank Christy, der ihr seinen neuen Spielzeugbagger zeigt sowie Delaneys Sekretärin Sylvia Moffett.
Bei der Veranstaltung werden die wichtigsten Mitarbeiter von Greenstreet, darunter Delaney und Moffett, mit Manschettenknöpfen oder Ohrringen ausgezeichnet. Jessica macht mit Greenstreet aus, dass sie sich später im Keller treffen. Dort findet sie Delaney, tot in einer Modelleisenbahn sitzend. Was zunächst so aussieht, als habe sie einen Einbrecher erwischt, passt nicht zu den Untersuchungen, denn sie wurde mit mehreren Schlägen auf ihren Schädel getötet.
In Verdacht gerät zunächst Brian Singer, denn seine Spuren konnten auf einem Stemmeisen, mit dem die Tat begangen worden war, nachgewiesen werden. Er räumt ein, dass er Greenstreet gefolgt war, um mit ihm zu sprechen. Nachdem er die offene Tür der Abteilung gesehen hatte, hätte er das Stemmeisen gefunden und aufgehoben. Auf Jessicas Rat gibt er die Aussage bei der Polizei zu Protokoll.
Es folgt Frank Christy. Er war von Delaney, der der Bagger nicht gefallen hatte, entlassen worden. Er hatte eine größere Summe auf der Bank abgeholt und war nirgendwo zu finden. Von einem Malermeister vor Christys Wohnung erfährt Jessica, dass er abgereist war.
Als Mörderin offenbart sich schließlich Sylvia Moffett und ist bereit, sich gegenüber Lt. Hornbeck zu äußern. Sie berichtet, dass ihr Delaneys Stil zuwider war. So hatte sie fremde Ideen für ihre eigenen ausgeben, Schlüssel für die Büros ihrer Mitarbeiter heimlich nachmachen lassen und alles, was sie über diese in Erfahrung gebracht hatte, gegen sie verwendet. Die Dollars hatte Moffet an Christy bezahlt, um Zugang zu den Räumlichkeiten im Keller zu haben.
Am Schluss der Folge erhält Jessica die erste Version des Spiels. Als neues Team für die Werbung bieten sich Brian und Amanda an.

## Besetzung und Synchronisation
Die deutschsprachige Synchronfassung der Staffel entstand bei der Hermes Synchron in Potsdam unter der Dialogregie und nach Dialogbüchern von Almut Eggert, Frank Wesel und Anja Rohe.
| Figur              | Darsteller        | Deutscher Sprecher     |
| ------------------ | ----------------- | ---------------------- |
| Jessica Fletcher   | Angela Lansbury   | Dagmar Altrichter      |
| Gaststars          |                   |                        |
| Amanda North       | Caroline Williams | Traudel Haas           |
| Boris Steloff      | Joel Fabiani      | Norbert Gescher        |
| Brian Singer       | David Lansbury    | Joachim Kaps           |
| Devery McFarlane   | Harley Venton     | Till Hagen             |
| Edgar Greenstreet  | John Hillerman    | Friedrich Schoenfelder |
| Lt. Hornbeck       | Leo Rossi         | Florian Krüger-Shantin |
| Sylvia Moffett     | Hallie Foote      | Sonja Deutsch          |
| Meredith Delaney   | Barbara Babcock   | Judy Winter            |
| Weitere Darsteller |                   |                        |
| Miles Packard      | John Petlock      | Helmut Ahner           |
| Frank Christy      | Ben Slack         | Peter Schlesinger      |
| Malermeister       | Zale Kessler      | Alexander Herzog       |
| Stromberg          | Robert Ackerman   | Manfred Petersen       |